# Dytaster felix
Dytaster felix är en sjöstjärneart som beskrevs av Jean Baptiste François René Koehler 1907. Dytaster felix ingår i släktet Dytaster och familjen kamsjöstjärnor. Inga underarter finns listade i Catalogue of Life.